# 布盧里弗鎮區 (印地安納州亨利縣)
布盧里弗鎮區（英語：Blue River Township）是位於美國印地安納州亨利縣的一個行政鎮區。

## 地方資料
根據2010年美國人口普查的數據，布盧里弗鎮區的面積為57.10平方千米，當中陸地面積為56.90平方千米，而水域面積為0.20平方千米。當地共有人口1224人，而人口密度為每平方千米21.44人。